# Quaternella confusa
Quaternella confusa là loài thực vật có hoa thuộc họ Dền. Loài này được Pedersen miêu tả khoa học đầu tiên năm 1990.